# جزیره سان سالوادور
جزیره سان سالوادور (به لاتین: San Salvador Island) یک شهرستان در باهاما است که در اقیانوس اطلس واقع شده‌است. این جزیره اولین محلی بود که کریستوف کلمپ در آن پا نهاد.

## خصوصیات
جزیره سان سالوادور ۱۶۳ کیلومترمربع مساحت و ۹۳۰ نفر جمعیت دارد.

## نگارخانه

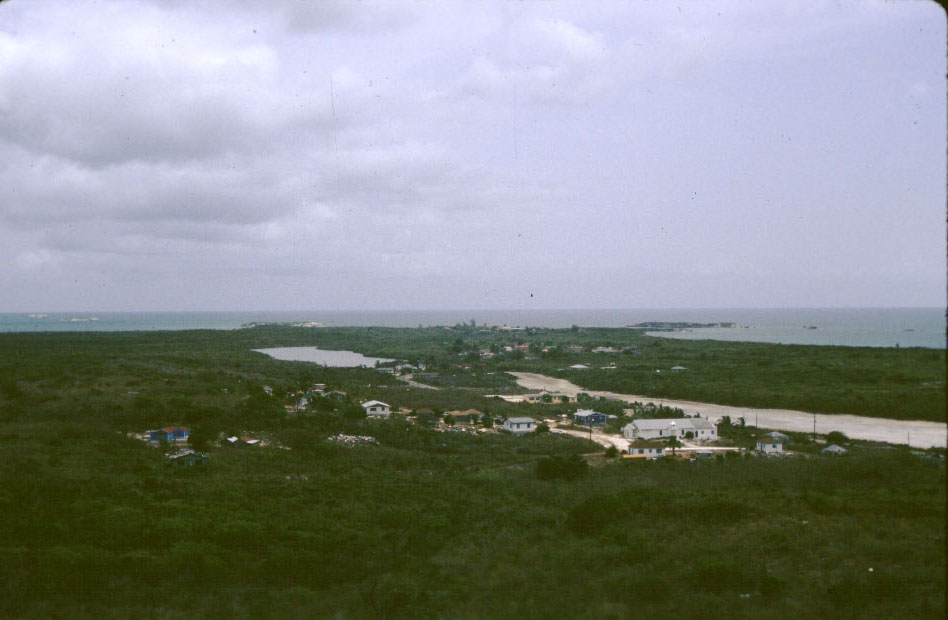
View of North Point, Rice Bay, and Dixon Hill Settlement, facing north from the lighthouse in 1998.
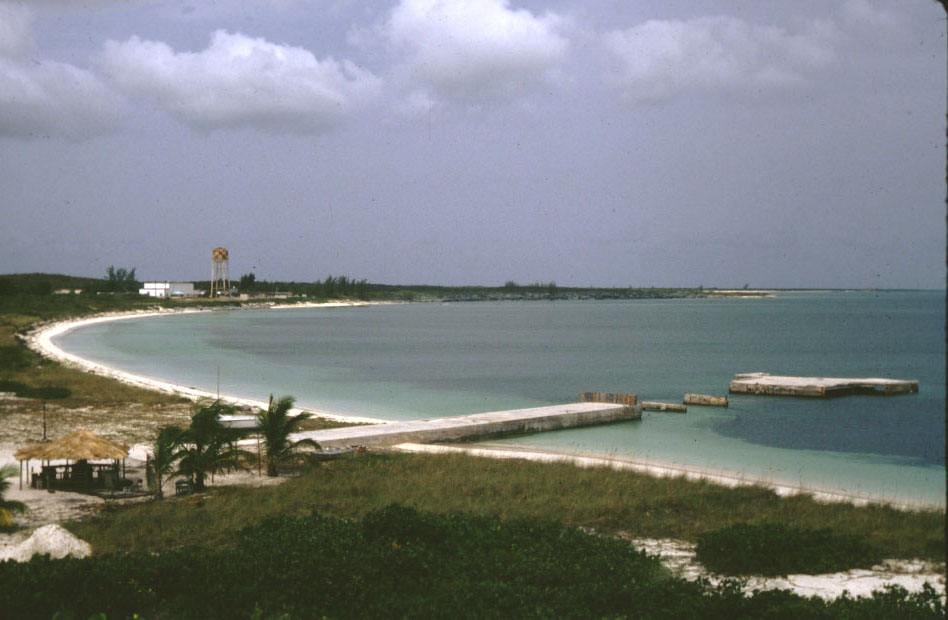
View of Grahams Harbour facing west from North Point in 1998. The water tower at left is located at the Gerace Research Centre, but no longer stands.
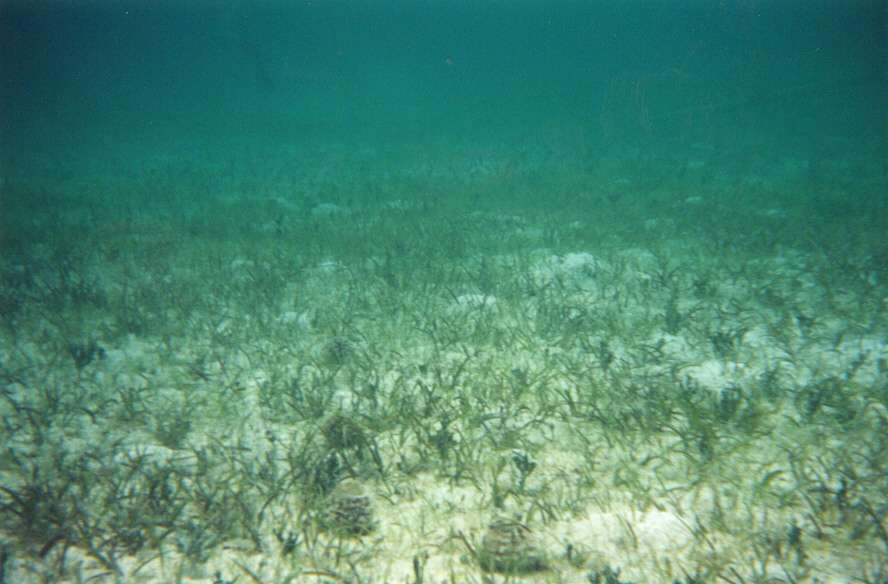
(Thalassia testudinum) bed with several توتیای دریاییs (Tripneustes ventricosus), Grahams Harbour
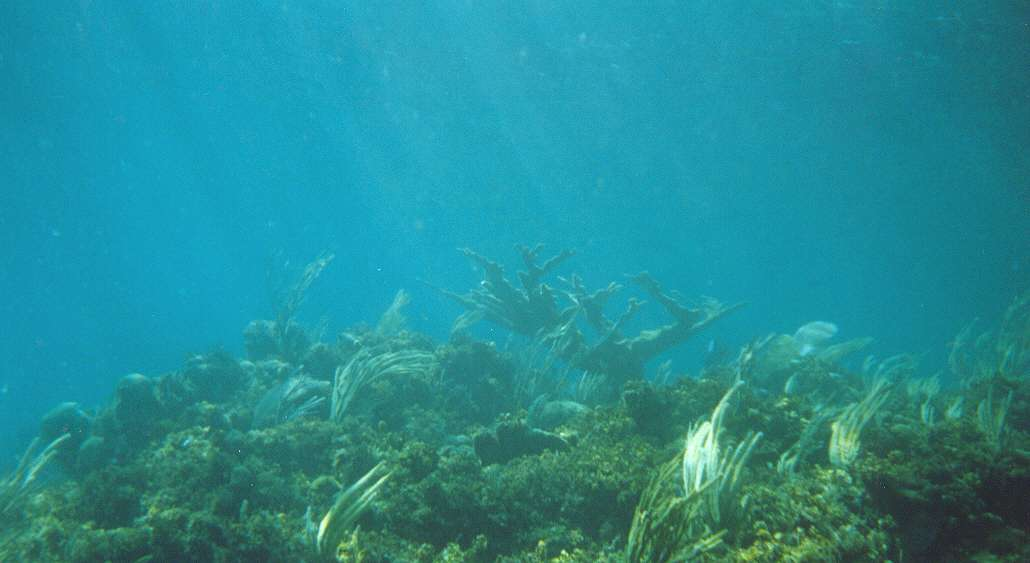
مرجان شاخ الک (Acropora palmata) on the crest of Gaulin Reef
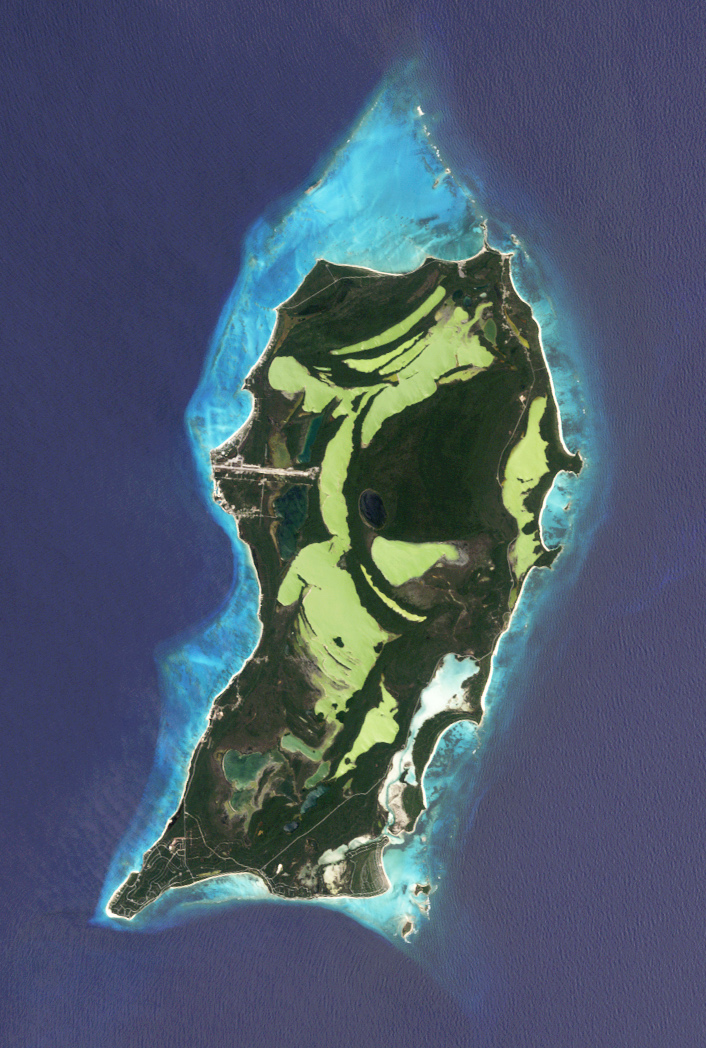
San Salvador.